# 杜杜·佐治斯古
杜杜·佐治斯古（羅馬尼亞語：Dudu Georgescu，1950年9月1日—）是一名退役的羅馬尼亞足球運動員，曾擔任前鋒和前教練。

## 榮譽

### 足球會

#### 布加勒斯特前進足球會
- 羅馬尼亞足球乙級聯賽：1969－1970

#### 布加勒斯特戴拿模足球會
- 羅馬尼亞足球甲級聯賽：1974－1975，1976－1977，1981－1982，1982－1983
- 羅馬尼亞盃：1981－1982

### 個人
- 羅馬尼亞足球甲級聯賽最佳射手：1974－1975，1975－76，1976－1977，1977－1978
- 歐洲金靴獎：1974－1975，1976－1977[2]
- 金球獎：1975，1976，1977[3][4][5][6]

## 外部連結
- 杜杜·佐治斯古在RomanianSoccer.ro和StatisticsFootball.com上的資料
- 杜杜·佐治斯古在 National-Football-Teams.com 上的出场纪录
- worldfootball.net：杜杜·佐治斯古之統計數據 （英文）